# Paragrafik
Jeden z użytkowników Wikipedii oznaczył tę stronę jako kwalifikującą się do natychmiastowego skasowania.
W najbliższym czasie administratorzy Wikipedii zweryfikują to zgłoszenie.
Jeśli nie zgadzasz się z oceną wikipedysty, wypowiedz się na stronie dyskusji. Autorów prosimy o zapoznanie się z informacjami o najczęstszych powodach usuwania artykułów.
Uzasadnienie: skrajna forma reklamy, patrz: czym Wikipedia nie jest
Administratorze! Pamiętaj, żeby przed skasowaniem artykułu sprawdzić linkujące, dyskusję i historię zmian (ostatnia zmiana wykonana przez InternetowyGołąb).
Paragrafik – autorska strona internetowa będąca portfolio Patryka Parafiniuka, założona w 2025 roku. Platforma służy prezentacji twórczości graficznej właściciela.

### Historia i misja
Strona powstała z inicjatywy Patryka Parafiniuka studenta grafiki, jako sposób na zaprezentowanie własnych projektów, umiejętności i pasji artystycznych szerszemu gronu odbiorców. Misją Paragrafika jest szerzenie efektów pracy oraz inspirowanie innych do twórczego działania i eksperymentowania w dziedzinie grafiki oraz komunikacji wizualnej.

### Charakterystyka
Paragrafik pełni funkcję portfolio artystycznego, w którym właściciel:
- prezentuje swoje prace graficzne, projekty i ilustracje,
- dzieli się refleksjami na temat procesu twórczego,
- publikuje teksty na temat sztuki, designu i grafiki,
- oferuje potencjalnym klientom lub współpracownikom przegląd umiejętności.

Strona kładzie nacisk na indywidualność przekazu oraz rozwój osobisty i zawodowy autora w dziedzinie grafiki.

### Odbiorcy
Główna grupą odbiorców są potencjalni klienci poszukujący twórcy do realizacji projektów graficznych.
1. ↑  Portfolio [online], Paragrafik [dostęp 2025-08-18]. strona główna serwisu